# Баджиховиці
Баджиховиці (пол. Badrzychowice) — село в Польщі, у гміні Новий Корчин Буського повіту Свентокшиського воєводства.
Населення — 297 осіб (2011).
У 1975-1998 роках село належало до Келецького воєводства.

## Демографія
Демографічна структура на день 31 березня 2011 року:
|          | Загалом | Допрацездатний вік | Працездатний вік | Постпрацездатний вік |
| -------- | ------- | ------------------ | ---------------- | -------------------- |
| Чоловіки | 142     | 20                 | 99               | 23                   |
| Жінки    | 155     | 29                 | 74               | 52                   |
| Разом    | 297     | 49                 | 173              | 75                   |